# Legislación acerca de libertad de información
La legislación acerca de la libertad de información representa el proceso legal fundamental del derecho a saber, por medio del cual los solicitantes pueden pedir información del gobierno y recibirla gratuitamente o a un costo mínimo, eliminando las excepciones estandarizadas. Aunque se les menciona como registros abiertos, los gobiernos también suelen estar obligados a publicar y promover la apertura. En muchos países existen garantías constitucionales sobre el derecho de acceso a la información, pero por lo general no se aplican a menos que haya una legislación específica que las respalde
Más de 85 países alrededor del mundo han implementado algún tipo de legislación al respecto. Se cree que el Acta de Libertad de Prensa de Suecia, creada en 1766, es la más antigua.
Otros países se encuentran trabajando actualmente en la introducción de dichas leyes y muchas regiones de países con legislación nacional cuentan además con reglamentos locales. Por ejemplo, todos los estados de los Estados Unidos de América tienen leyes que rigen el acceso a documentos públicos del estado y de entidades locales de recaudación de impuestos, además de la Ley por la Libertad de la Información de ese país, la cual regula el manejo del registro de documentos en posesión del gobierno federal.
Un concepto asociado a ello es la legislación de reuniones abiertas, que permite el acceso a las juntas de gobierno, no sólo a los registros que de ellas se hacen. En varios países, las leyes sobre la privacidad o la protección de datos puede ser parte de la legislación sobre la libertad de información. Ambos conceptos están tan relacionados que a menudo se presentan juntos en los discursos políticos.
Un principio básico detrás de la mayor parte de la legislación sobre la libertad de información es que la descarga de pruebas cae sobre el cuerpo al que se pidió la información, no sobre la persona que la solicita. Usualmente, el solicitante no tiene que dar explicación alguna de su petición, pero si la información no es revelada, tiene que ofrecerse una razón válida. 